# Іван (Кулик)
Іван Кулик (нар. 16 березня 1979, Переволока, Бучацького району Тернопільської області) — єпископ Української греко-католицької церкви, з 1 грудня 2019 року єпископ Кам'янець-Подільської єпархії УГКЦ.

## Життєпис
Іван Кулик народився 16 березня 1979 року в Переволоці, Тернопільська область. Священичу формацію розпочав у Тернопільській вищій духовній семінарії, а завершував у Люблінській семінарії в Польщі, після чого 8 травня 2005 року отримав священниче рукоположення.
Упродовж 2005–2009 років навчався в Папському Патристичному Інституті «Augustinianum», де здобув ліценціат з патристики. Під час навчання здійснював душпастирську опіку в українських греко-католицьких громадах у різних містах Італії. У 2009 році був призначений адміністратором української парафії святих Сергія і Вакха в Римі, а в 2013 році став її парохом.

## Єпископ
10 вересня 2019 року Папа Франциск дав свою згоду на канонічний вибір отця Івана Кулика єпископом Кам'янець-Подільської єпархії УГКЦ, який здійснив Синод єпископів УГКЦ.
1 грудня 2019 року відбулися його єпископські свячення та інтронізація.